# بنتلی کانتیننتال جی‌تی

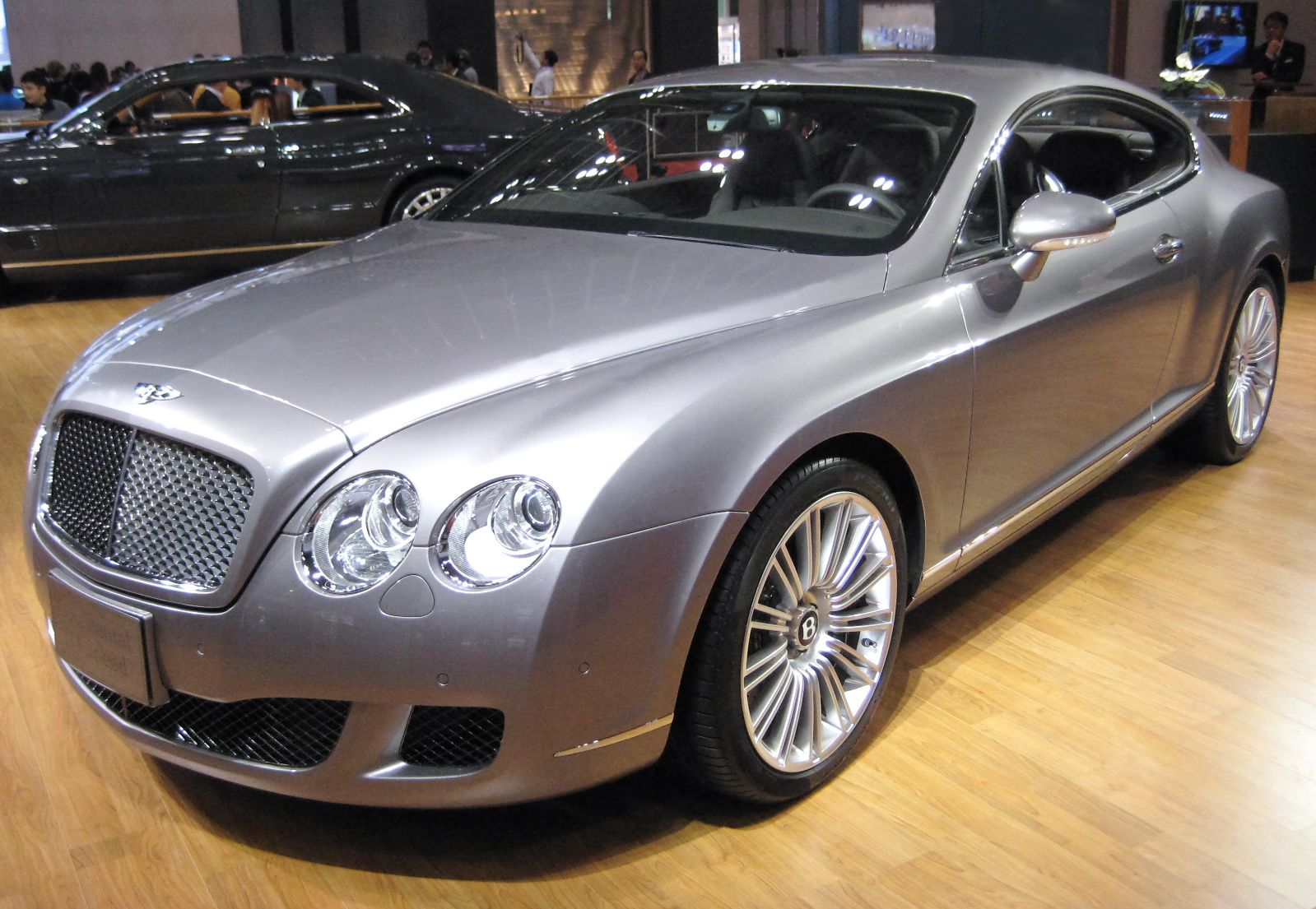
بنتلی کانتیننتال جی‌تی اسپید

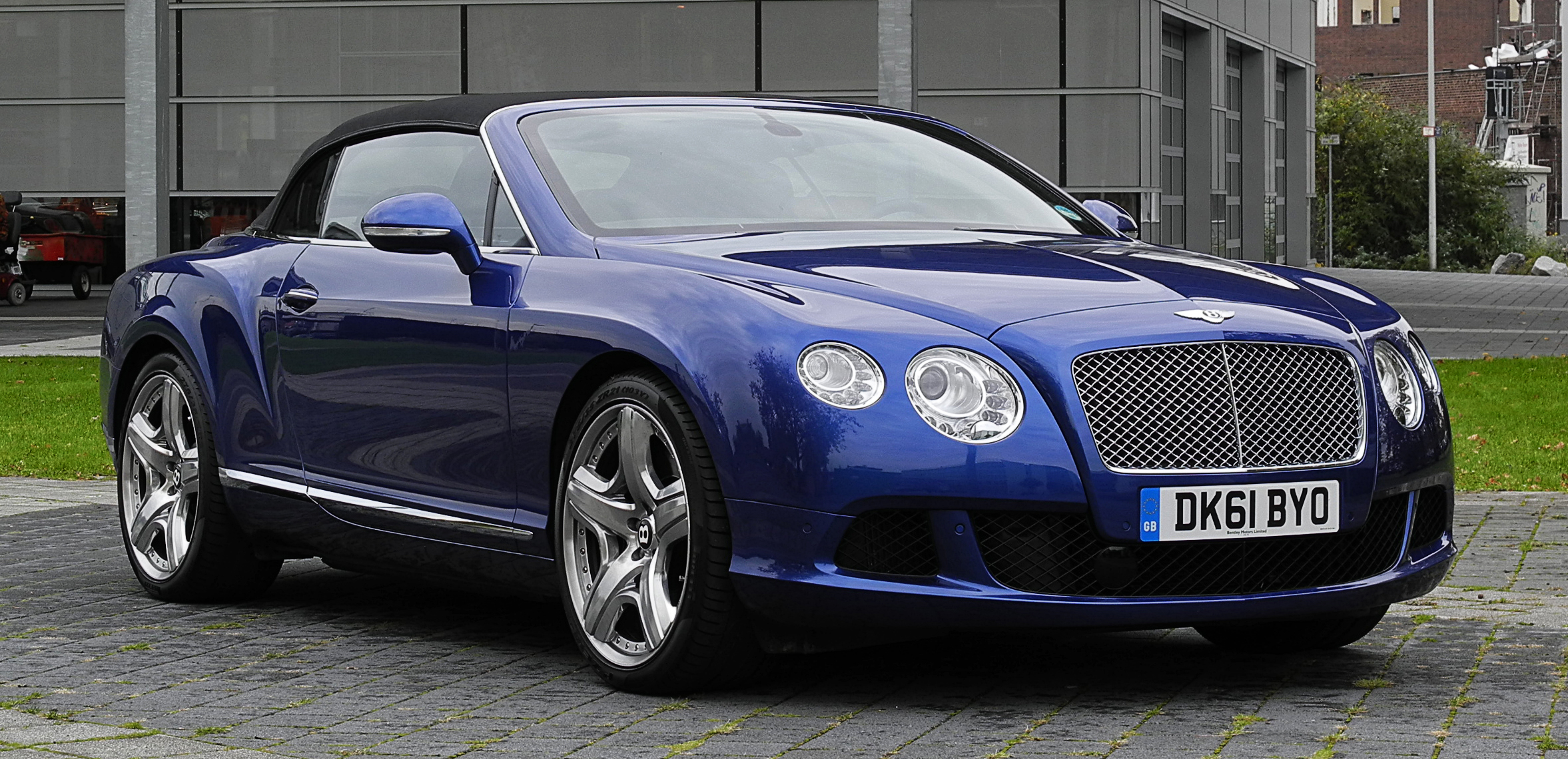
بنتلی کانتیننتال جی‌تی‌سی نسل دوم

بنتلی کانتیننتال جی‌تی (به انگلیسی: Bentley Continental GT) خودرویی است که از سال ۲۰۰۳ تاکنون توسط شرکت بنتلی در انگلستان تولید شده است. طراحی آن موتور جلو-چهار چرخ محرک بوده است. سیستم جعبه‌دندهٔ آن ۶ دنده به صورت خودکار است. این خودرو ۲٬۲۵ تن وزن و قدرتی معادل ۶۶۰ اسب بخار دارد.